# Xạ hương

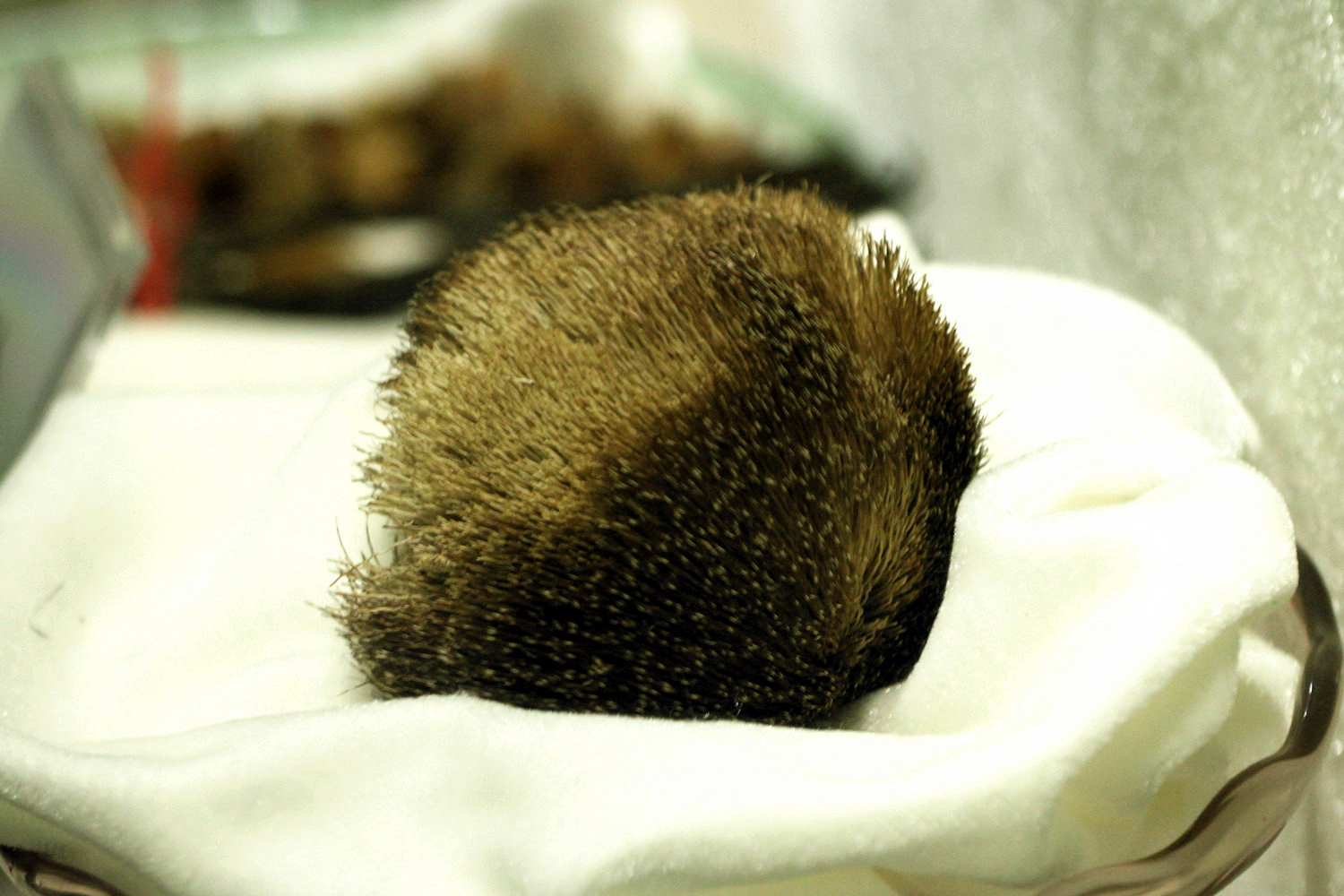
Xạ hương chiết ra từ tuyến xạ hươu đực

Xạ hương (chữ Hán: 麝香; tiếng Anh: musk) là một lớp các chất thơm được sử dụng để làm thành phần cơ sở cho nước hoa. Xạ hương bao gồm chất dịch tuyến từ động vật như hươu xạ, nhiều thực vật tỏa ra mùi hương tương tự, và các chất nhân tạo có mùi tương tự.
Tên gọi Xạ hương là bắt nguồn từ chất có mùi hương lan tỏa thu được từ tuyến của hươu xạ đực. Chất này được sử dụng như một chất định hương nước hoa từ thời cổ đại và là một trong những sản phẩm động vật tốn kém nhất thế giới. Tên gọi (musk) khởi nguồn từ nhiều ngôn ngữ, trong tiếng Hy Lạp cổ đại μόσχος 'moskhos', từ tiếng Ba Tư 'mushk', từ tiếng Phạn 'muska-s' "tinh hoàn", từ tiếng Latin 'mus' "con chuột" (có lẽ vì thế mà tên gọi tương tự nhau; xem bài cơ bắp). Tuyến hươu được cho giống như bìu đái. Tiếng Đức có từ ngữ Moschus, từ một dạng M.L. trong từ ngữ Hy Lạp cổ. Tiếng Tây Ban Nha có từ ngữ almizcle, biến thể của "al misk" (nghĩa là xạ hương), từ ngữ Ả Rập, từ tiếng Ba Tư. Áp dụng cho nhiều loại thực vật và động vật có mùi tương tự (e.g. musk-ox, bò xạ hương, 1744) và được dùng cho những chất thơm có mùi tương tự, mặc dù cấu trúc hóa học thường khác nhau.
Cho đến cuối thế kỷ 19, xạ hương tự nhiên vẫn được sử dụng rộng rãi cho công nghiệp nước hoa mãi đến khi động cơ đạo đức và kinh tế dẫn đến việc dùng xạ hương tổng hợp, chất liệu mà hiện nay chỉ sử dụng độc quyền. Hợp chất hữu cơ  chủ yếu tạo nên mùi đặc trưng của xạ hương là muscone.
Hiện đại, vỏ xạ hương tự nhiên được dùng trong đông y.